# Бриедис, Роналдс
Роналдс Бриедис (латыш. Ronalds Briedis; род. 25 августа 1980, Айзкраукле) — латвийский поэт и литературный деятель.
Окончив гимназию в Екабпилсе, в 1999—2005 гг. изучал теорию культуры в Латвийской академии культуры, работал там же библиотекарем.
В 2001 году организовал семинар для молодых авторов, преобразованный в 2003 году в программу «Литературная академия» при Союзе писателей Латвии; в этой академии начался литературный путь ряда заметных латышских авторов, в том числе Дайны Сирма. С 2010 года Бриедис также исполняет обязанности технического секретаря Союза писателей.
Дебютировал как поэт в 1997 года, опубликовав стихотворение в газете «Ригас балсс». В 2004 году выпустил первую книгу «Слезоточивый газ» (латыш. Asaru gāze), получившую Латвийскую премию года по литературе в номинации «Лучший дебют» и премию латвийских Дней поэзии. За ней последовали сборники стихов «Караоке» (латыш. Karaoke; 2008, премия имени Ояра Вациетиса) и «Лекарства от бессмертия» (латыш. Zāles pret nemirstību; 2016), все три книги вышли в ведущем латвийском издательстве Neputns. Кроме того, отдельным изданием вышла пьеса Бриедиса «Большие секреты» (латыш. Lielās paslēpes; 2004), получившая премию на Национальном конкурсе драматургии. Выступал также как переводчик поэзии, в том числе стихотворений Иосифа Бродского и Семёна Ханина.
Сам Бриедис определяет свою поэзию как постироническую, признаваясь: «Мне очень нравятся литература, фильмы, различные произведения искусства, где автор оставляет вас в замешательстве, с определённым чувством неудобства»; поэт и критик Раймондс Киркис разделяет это мнение, указывая на то, что все три книги Бриедиса складываются в единый текст.